# Rivoluzione proletaria
La rivoluzione proletaria è, nella letteratura marxista, una rivoluzione politica violenta e di classe con la quale la classe proletaria si prefigge di rovesciare il capitalismo e rompere, in primo luogo, le sue istituzioni. Le rivoluzioni proletarie sono generalmente sostenute dai comunisti e, seppur con fini differenti, dagli anarchici. 
La rivoluzione proletaria è un concetto ineliminabile del marxismo come conseguenza dell'impossibilità di una riforma capace di eliminare i rapporti di produzione capitalistici all'interno del capitalismo stesso.  Nella teoria marxista la rivoluzione proletaria, per essere davvero in grado di abolire il modo di produzione capitalistico, deve avere natura strettamente internazionalista, anche se il processo rivoluzionario dovesse prendere inizio sotto forma di rivoluzioni antiborghesi nazionali.

## La concezione leninista della rivoluzione
Lenin, nel suo libro fondamentale della strategia della Rivoluzione russa,  del marxismo sostiene che la rivoluzione proletaria debba essere condotta da un'avanguardia, il Partito Comunista, composto soprattutto da "rivoluzionari professionisti", cioè uomini e donne che dedichino la propria vita alla causa comunista e che svolgano il ruolo di guida durante una rivoluzione proletaria. Obiettivo principale di questa avanguardia è fare un'opera di chiarificazione teorica, organizzazione e direzione al resto della massa proletaria durante la rivoluzione, spesso disorganizzata, disomogenea e piena di pregiudizi.
L'idea del Partito Comunista e dell'avanguardia, come organizzazione politica del proletariato composta dai "proletari più coscienti", è coerente con il pensiero di Karl Marx. Tuttavia non esiste nei testi di Marx un riferimento esplicito ai "rivoluzionari di professione", tanto che possiamo ritenere questo concetto un'aggiunta di Lenin, più o meno conseguenza diretta della concezione marxiana di avanguardia comunista.

## Consiliaristi e socialisti libertari[6]
I consiliaristi (che si richiamano spesso comunque al marxismo ma che si posizionano talvolta vicini all'anarchismo) sono in disaccordo con l'idea leninista di un'avanguardia e, conseguentemente, di un Partito Comunista. Essi rifiutano l'idea marxiana di un Partito Comunista che non ha diversi interessi rispetto a quelli della classe operai, pertanto vi oppongono una rivoluzione fatta e diretta da consigli operai, spesso però confusi con i consigli di fabbrica.
Si può dire che essi ritengono che la rivoluzione debba mantenersi spontanea e che non debba avere alcuna forma di governo (anche se essa può avere degli organizzatori locali e temporanei).